# Nordkamp
Der Nordkamp ist eine Ortschaft in der Gemeinde Börger im Landkreis Emsland in Niedersachsen. Sie liegt westlich von Börger im Emsland.

## Geschichte
Um 1800 beginnt die Besiedelung des Nordkamp. Die ersten Siedler ließen sich an dieser Stelle nieder, weil dort Kämpe vorhanden waren, die der Viehhaltung und dem Plagenstich dienten. Deswegen erhielt dieser Ort den Namen Nordkamp oder der vordere Teil der an den Esch grenzt den Namen „Plippenbarg“. Die Plaggen, die man durch Abstechen gewann, wurden zum Düngen des Bodens benutzt. Zu dieser Zeit war die Zeit der Schafhaltung. So standen bis zu 30 Schafbauten in zwei Reihen am Nordrand des Esch. In der Gegend um Nordkamp gab es zu früheren Zeiten mehrere solcher Schafdörfer. Ab 1800 siedelten sich am Nordkamp vor allem Menschen aus dem angrenzenden Börger an.